# Sándor Ferenczi

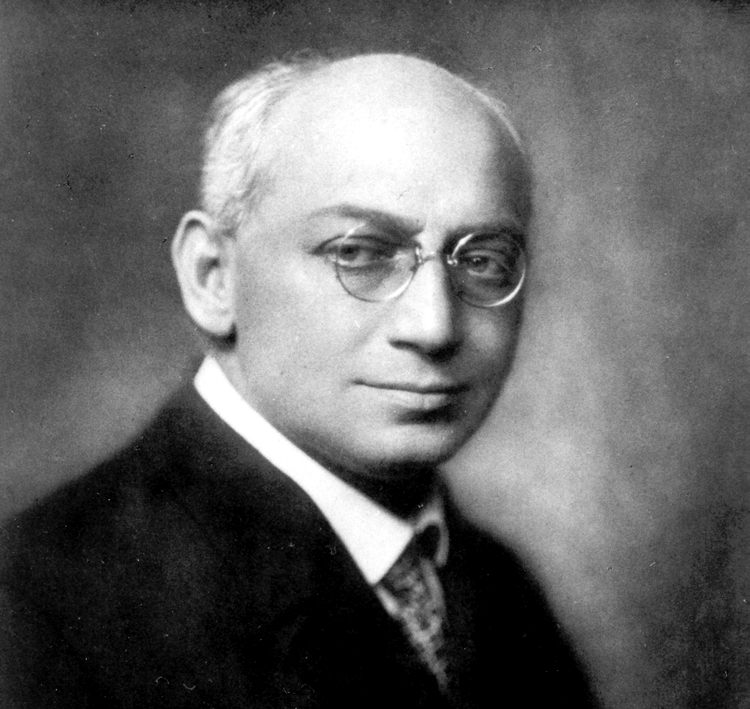
Sándor Ferenczi

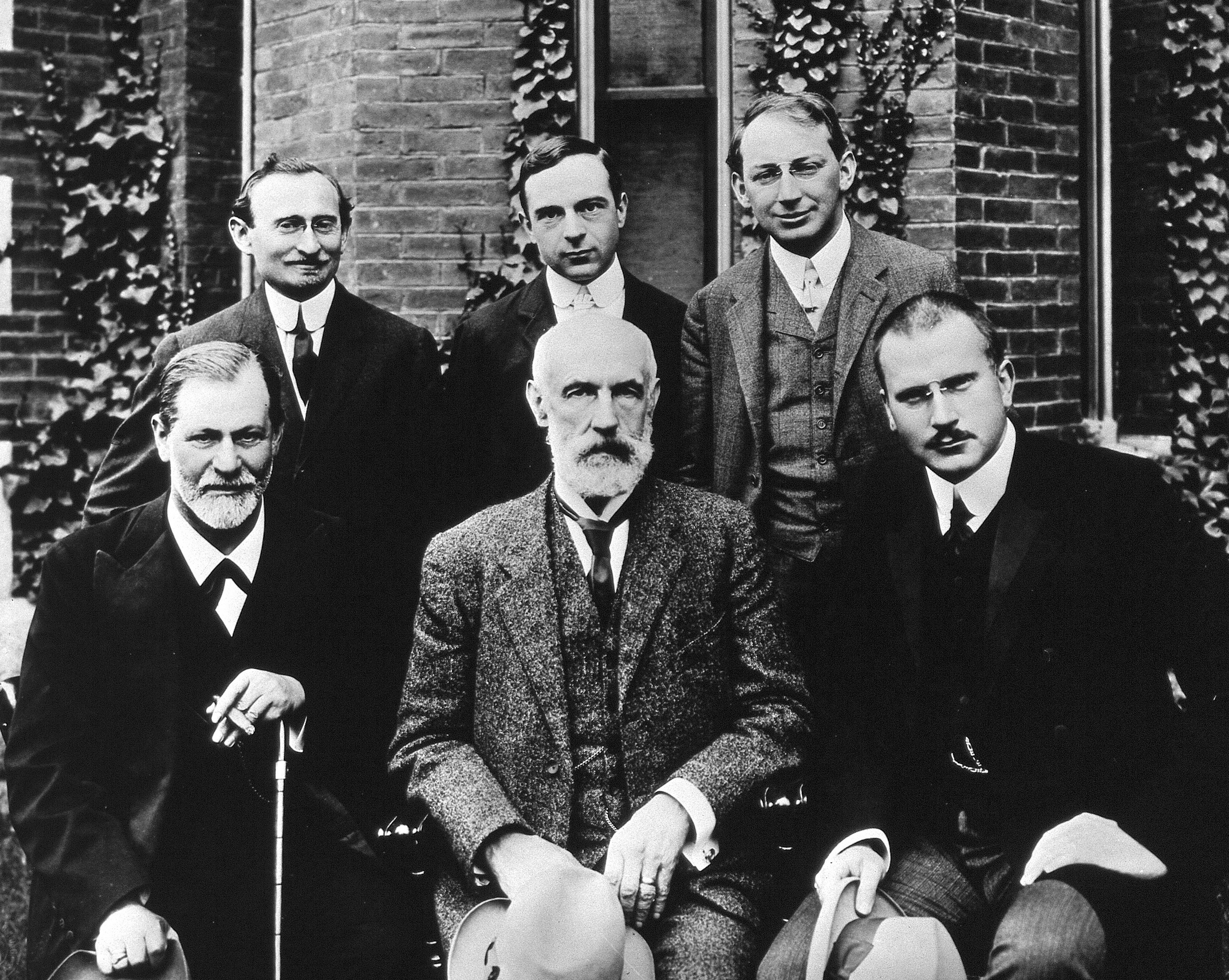
Groepsfoto uit 1909 voor de Clark University. Eerste rij: Sigmund Freud, G. Stanley Hall, Carl Jung; achterste rij: Abraham A. Brill, Ernest Jones, Sandor Ferenczi.

Sándor Ferenczi (Miskolc, 7 juli 1873 – Boedapest, 22 april 1933) was een Hongaars psychiater en psychoanalyticus van joodse afkomst.

## Biografie
Ferenczi werd geboren als Sándor Fraenkel en was het achtste van de twaalf kinderen van de Poolse joden Baruch Fraenkel en Rosa Eibenschütz. Zijn vader verhongaarste zijn achternaam tot Ferenczi en overleed toen Sándor vijftien jaar oud was.
Hij werd aan de universiteit van Wenen opgeleid tot arts en keerde vervolgens in 1897 terug naar Boedapest, waar hij een praktijk begon als psychiater en psychoanalyticus. Ferenczi was in 1918-1919 voorzitter van de International Psychoanalytical Association. In 1919 trouwde hij op 46-jarige leeftijd met de acht jaar oudere Gizella met wie hij al sinds 1900 een verhouding had die ze na haar eerste huwelijk had voortgezet. Haar dochter uit haar eerste huwelijk werd door Ferenczi in psychoanalyse genomen.
Tijdens zijn werk als psychiater begon Ferenczi te geloven dat de geschiedenissen van seksueel misbruik die zijn patiënten hem vertelden op waarheid berustten, nadat hij deze geschiedenissen via andere patiënten in hetzelfde gezin had geverifieerd. Dit was een belangrijke reden voor zijn breuk met Sigmund Freud, volgens wiens theorie dergelijke geschiedenissen op fantasie moesten berusten. Ferenczi greep in feite terug op de oude verleidingstheorie van Freud, die deze inmiddels had afgezworen ten gunste van zijn concept van het oedipuscomplex.
Tot deze breuk werd Ferenczi enige tijd als 'kroonprins' van Freud beschouwd en was hij lid van de door Freud opgerichte woensdagavondkring. Ferenczi stond erom bekend dat hij met de meest problematische patiënten werkte en voorstander was van een meer actieve aanpak dan tot dan in de psychoanalyse gebruikelijk was. In het begin van de jaren '20 oefende hij kritiek uit op Freuds klassieke methode volgens welke de analyticus neutraal blijft. Samen met Otto Rank ontwikkelde hij vervolgens een "hier-en-nu" psychotherapie, die via Rank's persoonlijke invloed de Amerikaanse psycholoog Carl Rogers tot het ontwikkelen van persoonsgerichte therapie bracht (Kramer 1995). 
Ferenczi  overleed op 59-jarige leeftijd aan pernicieuze anemie.
Hij heeft na zijn dood invloed gekregen onder de aanhangers van Jacques Lacan en onder relationele therapeuten in de Verenigde Staten. Deze laatsten interpreteren Ferenczi's werk als anticiperend op hun eigen klinische nadruk op wederkerigheid (intimiteit), intersubjectiviteit, en het belang van de tegenoverdracht van de therapeut.
Door de psychoanalytici werd Ferenczi evenwel decennia verguisd. Freuds biograaf Ernest Jones, die ooit door Ferenczi was geanalyseerd, noemde hem later zelfs "geestesziek". In de jaren '80 nam de belangstelling voor Ferenczi buiten analytische kringen toe als gevolg van een boek van de als analyticus geschoolde Jeffrey Masson waarin deze het voor Ferenczi opneemt.